# 20 Batalion Kadrowy Strzelców
20 Batalion Kadrowy Strzelców (20 bks) – pododdział piechoty Polskich Sił Zbrojnych na Zachodzie.

## Historia batalionu
20 Batalion Kadrowy Strzelców został sformowany 24 listopada 1940 roku w Dunfermline, w Szkocji, w składzie 7 Brygady Kadrowej Strzelców. Batalion został zorganizowany, jako jednostka skadrowana na podstawie rozkazu L.dz. 12811/O.I.tjn. dowódcy I Korpusu z 5 listopada 1940 roku i rozkazu organizacyjnego L.dz. 387/O.I.tjn.40 dowódcy 7 Brygady Kadrowej Strzelców z 26 listopada 1940 roku. Faktycznie batalion stanowił równowartość plutonu piechoty o stanie około 50 ludzi.
Z dniem 1 grudnia 1941 roku batalion wraz z całą 7 Brygadą Kadrową Strzelców został przeformowany w II Oficerski Batalion Szkolny, który wszedł w skład Brygady Szkolnej.

## Obsada personalna
Obsada personalna 20 Batalionu Kadrowego Strzelców
- dowódca – płk dypl. Ludwik Lichtarowicz
- zastępca dowódcy – ppłk Stanisław Kowalski (do 7 III 1941 → zastępca dowódcy 19 bsk)
- zastępca dowódcy – ppłk dypl. Andrzej Hytroś (od 7 III 1941[5])
- dowódca 4 kompanii – mjr Tadeusz Żarek
- dowódca 5 kompanii – mjr Witold Świda
- dowódca 6 kompanii – mjr dypl. Wojciech Korsak
- dowódca 2 kompanii ckm – mjr dypl. Antoni Rawicz-Szczerbo